# Ovophis
Ovophis là một chi rắn độc thuộc phân họ Crotalinae, sống chủ yếu ở châu Á. Chi này hiện có sáu loài.

## Phạm vi phân bố
Các loài Ovophis sống ở châu Á, chính xác hơn là từ Nepal cùng Bảy Bang Chị Em của Ấn Độ, băng về phía đông đến Myanmar, Campuchia, Thái Lan, Lào, Việt Nam, Tây Malaysia, Đài Loan, Okinawa, Sumatra và Borneo.

## Loài
| Loài            | Tác giả           | Phân loài* | Tên thường gọi (tiếng Anh)     | Phân bố địa lý |
| --------------- | ----------------- | ---------- | ------------------------------ | --- |
| O. convictus    | (Stolickza, 1870) | 0          | Indo-Malayan mountain pitviper | Sumatra, Campuchia; Lào, Malaysia bán đảo, Thái Lan, Việt Nam. |
| O. makazayazaya | (Takahashi, 1922) | 0          | Taiwan mountain pitviper       | Đông Nam Trung Quốc, Đài Loan, Bắc Việt Nam. |
| O. monticolaT   | (Günther, 1864)   | 2          | Mountain pit viper             | Nepal, Ấn Độ (Assam, Sikkim), Myanmar, Trung Quốc (Chiết Giang, Phúc Kiến, Tứ Xuyên, Vân Nam, Tây Tạng), Hồng Kông, Đài Loan, Campuchia, Thái Lan, Lào, Việt Nam, Tây Malaysia, Indonesia (Sumatra). |
| O. okinavensis  | (Boulenger, 1892) | 0          | Okinawa pit viper              | Nhật Bản (quần đảo Lưu Cầu: Okinawa, quần đảo Amami). |
| O. tonkinensis  | (Bourret, 1934)   | 0          | Tonkin pit viper               | Việt Nam và Trung Quốc. |
| O. zayuensis    | (Jiang, 1977)     | 0          | Zayuan mountain pit viper      | Trung Quốc. |

*) Không tính phân loài danh định.

T) Loài điển hình.